# David (Chorévêque de Kakhétie)
Pour les articles homonymes, voir David.
David de Kakhétie (en géorgien : დავით , Davit ; mort en 1010) est un chorévèque de la principauté géorgienne de Kakhétie qui règne de 976 à 1010. Membre de la dynastie des Kyriacides, qui contrôle la région depuis la fin du IXe siècle, il gouverne pendant un long règne de 34 ans, mais doit faire face au projet d'unification de la Géorgie par le roi Bagrat III et est contraint de faire face à son invasion entre 1008 et 1010. Vaincu une première fois, il est rétabli au pouvoir par une révolte nobiliaire mais ne règne que quelque temps avant de mourir en 1010.

## Biographie
Le prince David est le fils cadet de Kviriké II, chorévêque de Kakhétie. Son frère aîné Phadla meurt avant 957, faisant de David l'héritier au trône de la principauté orthodoxe géorgienne, alors que celle-ci est en plein conflit avec le royaume d'Abkhazie voisin. Quand le roi Léon III d'Abkhazie, qui domine les territoires géorgiens de la Mer Noire à la frontière de Kakhétie, assume le pouvoir en 957, il s'accorde à faire la paix entre les deux États géorgiens et donne sa fille en mariage à David.
La jeune princesse donne naissance à trois enfants avec David, mais elle meurt bientôt et ce décès entraîne une nouvelle guerre entre l'Abkhazie et la Kakhétie. David ne se remarrie pas.
À la mort de son père en 976, David assume le pouvoir et devient le Chroévêque de Kakhétie, un titre religieux mais assimilé à la gouvernance de la région. Il règne, d'après l'historien médiévale Léontius de Rouissi, « sagement » pendant 34 ans, basé dans la forteresse de Dzveli Galavani (« Vieux murs ») à Telavi et entretenant une paix instable avec l'Abkhazie, se partageant avec celle-ci les terres de Kartli.

En 1008, l'ambitieux Bagrat III, roi d'Abkhazie et souverain de Tao-Klardjeti, devient roi des Kartvels, unifiant ainsi les trois plus importants titres de Géorgie. S'engageant dans une campagne d'unification des terres géorgiennes, il tente repousser David hors de Kartli, lui menaçant la guerre, à moins qu'il ne libère ses forteresses en Géorgie centrale. David envoie alors une lettre à Bagrat III, lui répondant : 
« Si tu veux ces places, la force et le sort des armes déciderons entre nous. Pour moi, je te donne rendez-vous sur le Ksani. »
Bagrat III, chargé d'une armée puissante d'Abkhazes et de Kartliens, traverse le pont de Mtskheta et envahit la Tianeti, au nord de la Kakhétie. Les forces de David sont rapidement vaincues et celui-ci est contraint de se réfugier en Hérétie, la province orientale de la Kakhétie, tandis que Bagrat III annexe le reste de la principauté, nommant Aboulal, un fonctionnaire proche au roi, pour gouverner les domaines. Le roi géorgien continue sa campagne vers la Hérétie et parvient à soumettre la région.
La noblesse locale, qui craint le régime autocratique et centralisé de Bagrat III et reste fidèle à David, se soulève, entre 1009 et 1010, et place à nouveau David sur le trône. Celui-ci ne gouverne que l'Héréthie, avant de mourir en 1010. Il laisse son trône à son fils Kviriké III, qui se doit de continuer le conflit entre la Géorgie et la Kakhétie, avant de retrouver son indépendance en 1014.

## Famille
Il épouse vers 957 la fille de Léon III d'Abkhazie, qui donne naissance à :
- Kviriké III, roi de Kakhétie
- Zolakertel, mariée au roi David Ier de Lorri
- une fille, mariée à un prince de Marissili